# Wambierzyce
Wambierzyce (Duits: Albendorf) is een dorp in de Poolse woiwodschap Neder-Silezië. De plaats maakt deel uit van de gemeente Radków (powiat kłodzki).

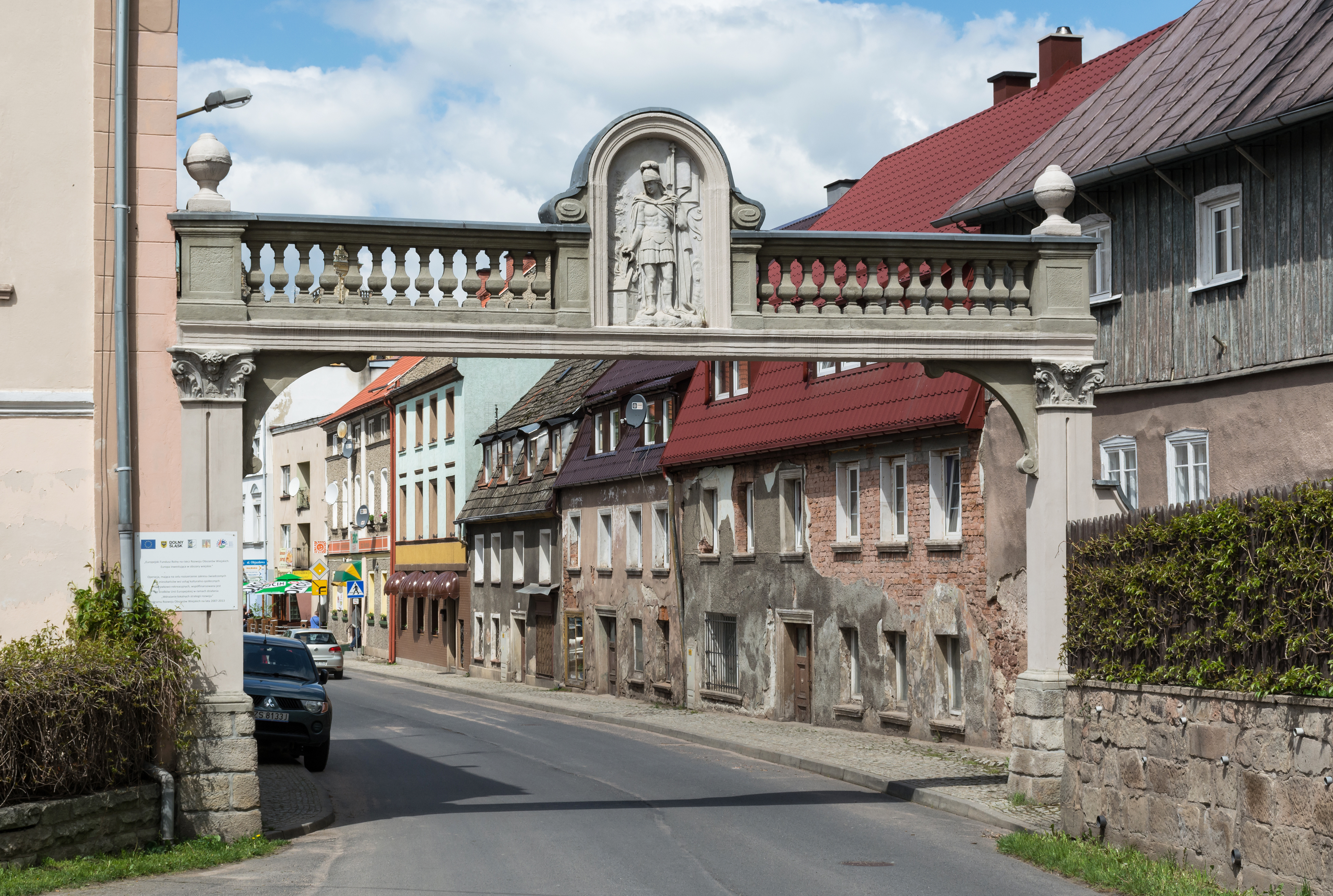
Paradijspoort
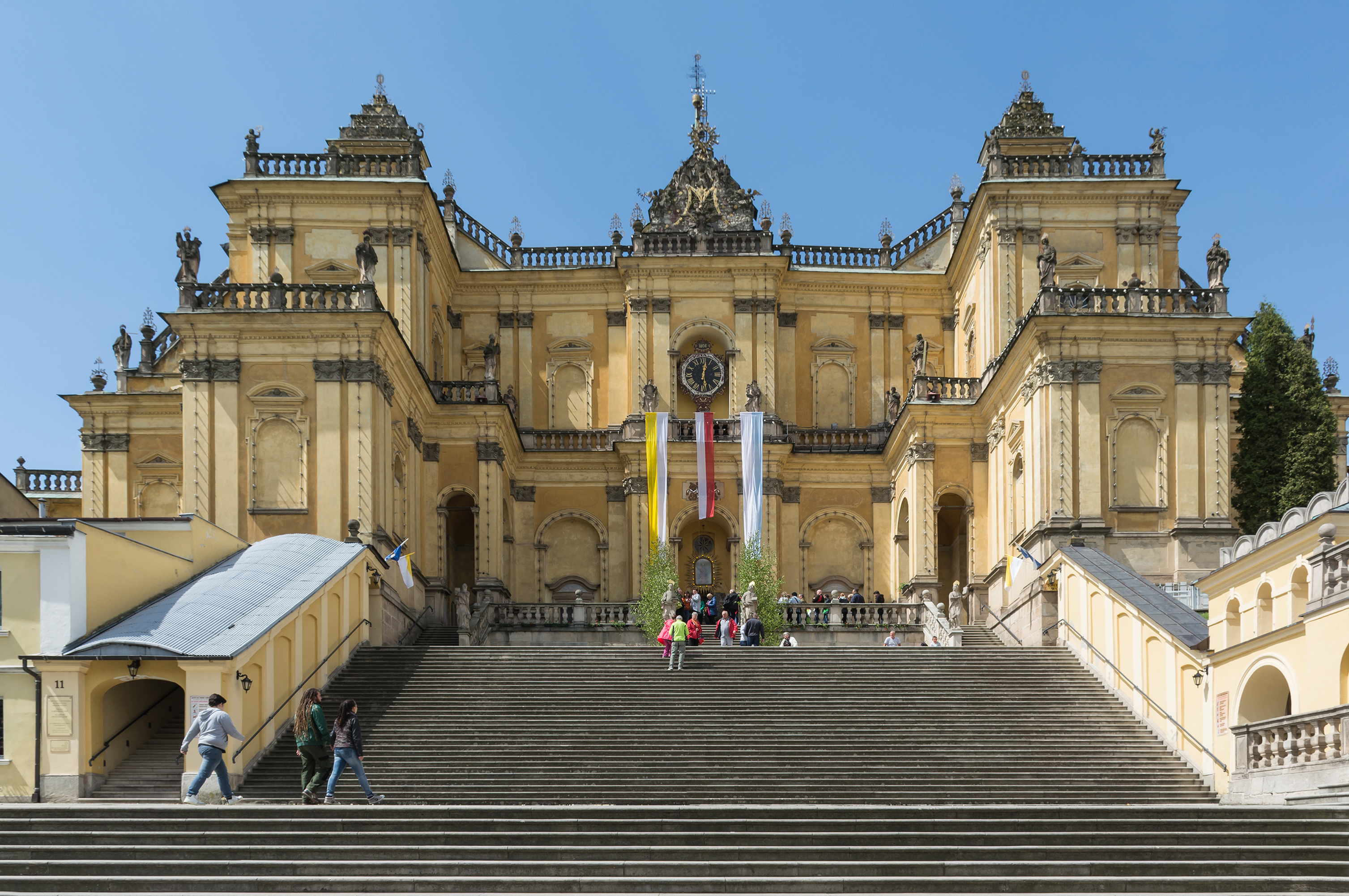
Basiliek  Maria-Visitatie te Wambierzyce  (1723)
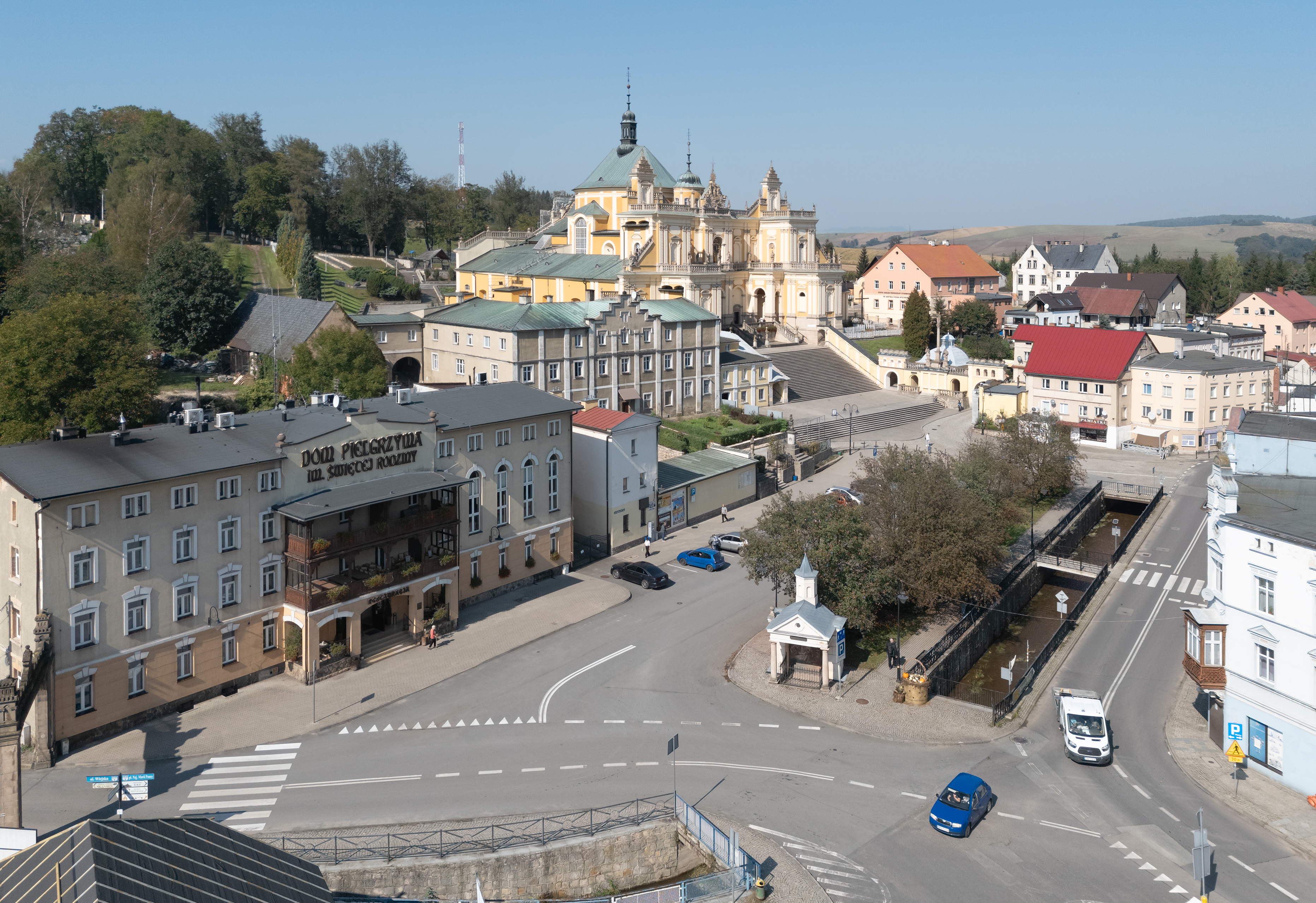
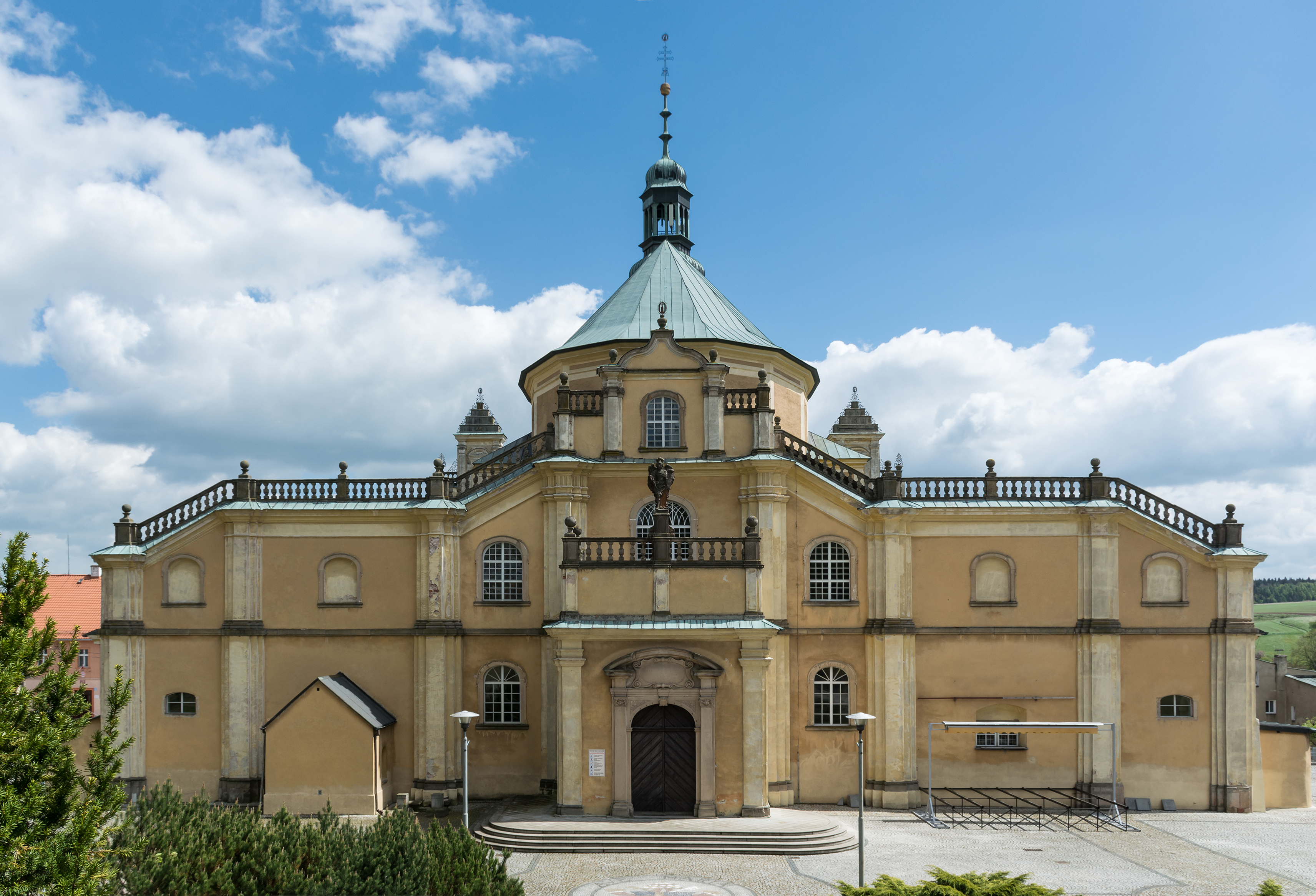
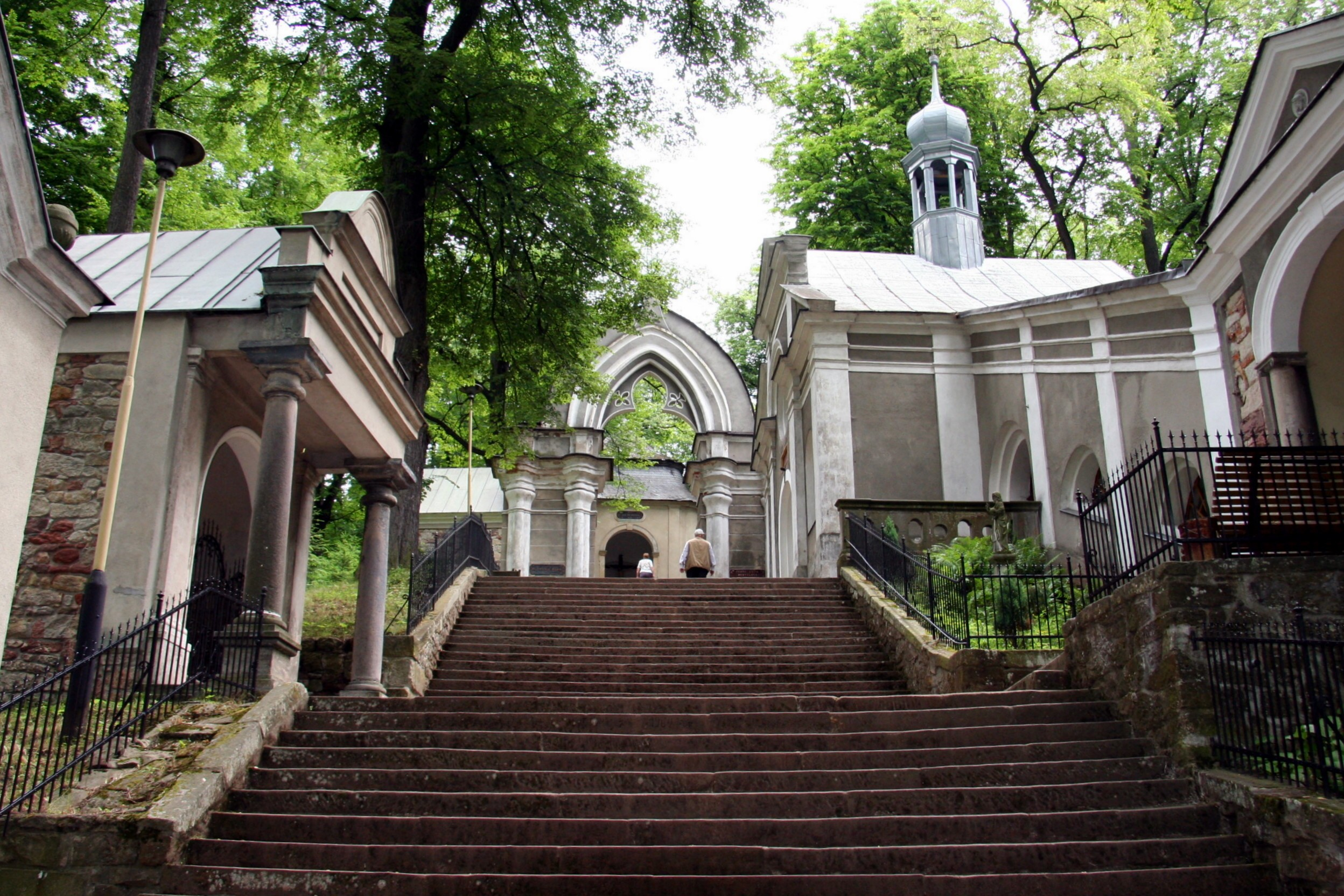
Kruiswegstaties
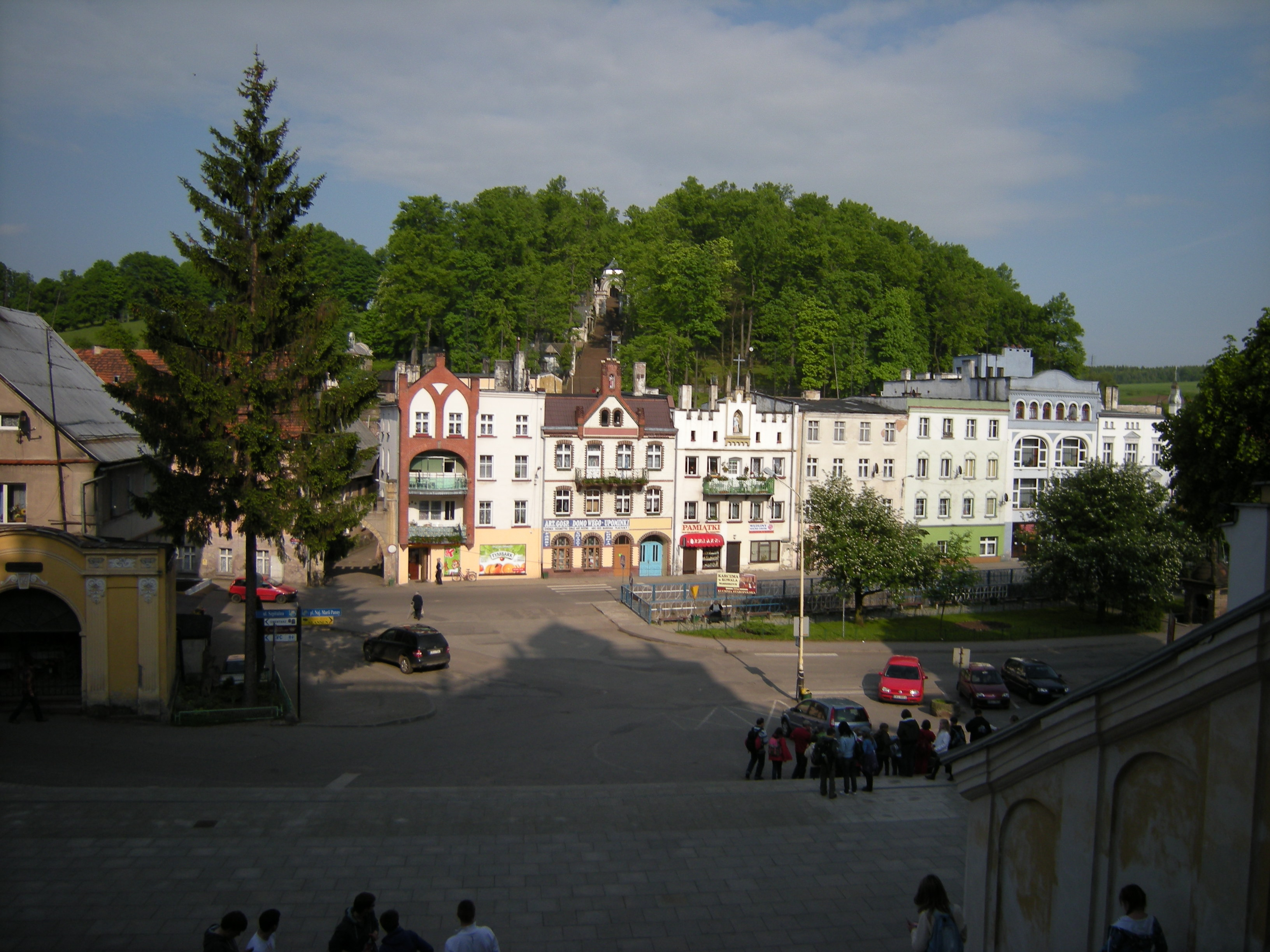

De plaats is  beroemd vanwege de bedevaartkerk O.L.V. Visitatie, gebouwd in late barokstijl.